# Vidua
Vidua – rodzaj ptaków z rodziny wdówek (Viduidae).

## Występowanie
Rodzaj obejmuje gatunki występujące w Afryce.

## Morfologia
Długość ciała 10–14 cm (u niektórych gatunków samce podczas sezonu rozrodczego dzięki długim sterówkom osiągają długość do 43 cm), masa ciała 9–27 g.

## Systematyka

### Etymologia
Nazwa rodzajowa pochodzi od epitetu gatunkowego Fringilla vidua Linnaeus, 1766 (= syn. Vidua macroura) (łacińskie vidua – „wdowa” (viduus – „pogrążona w smutku, owdowiała”)). 

### Gatunek typowy
Emberiza vidua Linnaeus = Fringilla macroura Pallas

### Podział systematyczny
Do rodzaju należą następujące gatunki:
- Vidua macroura (Pallas, 1764) – wdówka białobrzucha
- Vidua paradisaea (Linnaeus, 1758) – wdówka rajska
- Vidua obtusa (Chapin, 1922) – wdówka szerokosterna
- Vidua orientalis von Heuglin, 1870 – wdówka ozdobna
- Vidua interjecta (Grote, 1922) – wdówka długosterna
- Vidua hypocherina J. Verreaux & E. Verreaux, 1856 – wdówka szafirowa
- Vidua regia (Linnaeus, 1766) – wdówka królewska
- Vidua fischeri (Reichenow, 1882) – wdówka płowosterna
- Vidua togoensis (Grote, 1923) – wdówka rdzawoszyja
- Vidua wilsoni (E. Hartert, 1901) – wdówka ogrodowa
- Vidua larvaticola Payne, 1982 – wdówka uboga
- Vidua maryae Payne, 1982 – wdówka skalna
- Vidua camerunensis (Grote, 1922) – wdówka sahelska
- Vidua nigeriae (Alexander, 1908) – wdówka nigeryjska
- Vidua raricola Payne, 1982 – wdówka samotna
- Vidua codringtoni (Neave, 1907) – wdówka ciemna
- Vidua funerea (de Tarragon, 1847) – wdówka czarna
- Vidua chalybeata (Statius Muller, 1776) – wdówka atłasowa
- Vidua purpurascens (Reichenow, 1883) – wdówka purpurowa